# Mastertronic
Mastertronic war ein 1983 gegründeter Publisher für Computerspiele im Niedrigpreis-Segment. Bekannt wurde Mastertronic vor allem durch die konsequente Niedrigpreispolitik und dadurch, dass sie es schafften, Computerspiele in die Regale von großen Kaufhäusern, Tankstellen und vielen weiteren Händlern zu bringen.

## Geschichte
Mastertronic wurde 1983 von Martin Alper, Frank Herman, Terry Medway und Alan Sharam gegründet. Anfang der 1980er-Jahre waren Computerspiele noch größtenteils in Computerläden zu finden, die großen Handelsketten misstrauten diesem neuen Produktfeld zu sehr. Das Erfolgsrezept von Mastertronic fußte auf drei Faktoren: Dem sehr niedrigen Preis von £1,99 in England (9,95 DM in Deutschland), der großflächigen Distribution unter Einbeziehung von Handelsketten, die den Absatz großer Stückzahlen ermöglichte, und das geringe Risiko für die Händler, da übriggebliebene Spiele durch neue ersetzt wurden und somit der Händler nicht auf unverkaufter Ware sitzen blieb. Mit seiner aggressiven Preispolitik brachte Mastertronic die gesamte britische Computerspiele-Industrie gegen sich auf. Anfangs stand die Computerszene diesen Billigspielen recht skeptisch gegenüber, aber recht schnell akzeptierte man, dass Mastertronic-Spiele zumindest so etwas wie ein gutes Preis-Leistungs-Verhältnis boten. Noch später wurden diese Spiele dann schon als „cool“ angesehen, zumal neben den teils mittelmäßigen bis schlechten Spielen auch einige Klassiker zu finden waren. Auch Rob Hubbard hatte seinen Anteil am Erfolg von Mastertronic, denn oft wurde die Musik für die Spiele von ihm geschrieben, so dass oftmals die Qualität der Musik um einiges besser war als das Spiel an sich.
Mastertronic versuchte, für alle Heimcomputerplattformen Spiele anzubieten; erfolgreich war das Unternehmen aber vor allem auf dem Commodore 64, Schneider CPC und dem Sinclair ZX Spectrum, was vor allem an der größeren Verbreitung dieser Rechner lag. Um eine Verwechslung der Versionen für verschiedene Plattformen möglichst gering zu halten, ließ man sich den sogenannten „Color Code“ einfallen, so dass man schon an der Farbe einiger Designelemente auf dem Cover erkennen konnte, für welchen Computer das Spiel geschrieben war. Das Konzept der Billigspiele auf Kassette fand einige Nachahmer, so dass es unzählige Unternehmen gab, die ihre Spiele auf ähnliche Weise herausgebracht haben. Zu den bekanntesten gehörte Firebird Software. Auch der „Color Code“ wurde oft mit leichten Veränderungen kopiert.
Im Mai 1987 kündigte Mastertronic an, Arcade-Automaten produzieren zu wollen. Technische Grundlage für das „Arcadia“ genannte Projekt waren die Motherboards der Amiga-Computer.
1987 erwarb die Virgin Group von Richard Branson die 45 % der Unternehmensanteile, die von außenstehenden Investoren gehalten wurden. 1988 wurde das Unternehmen komplett an Virgin verkauft und mit Virgin Games fusioniert. Für eine kurze Zeit firmierte der Zusammenschluss als Virgin Mastertronic. Mit der Umbenennung in Virgin Interactive Entertainment verschwand schließlich auch der Unternehmensname. Virgin benutzte noch kurze Zeit ein Label namens „Tronix“, welches aber auch sehr bald verschwand.
Von 2005 bis 2015 existierte eine Softwarefirma namens Mastertronic Group. Frank Herman, einer der Gründer der ursprünglichen Firma Mastertronic, hatte die Namensrechte von Rechteinhaber Sega gekauft. 2015 wurde der Geschäftsbetrieb eingestellt.

## Spielekatalog (Auswahl)
- Amaurote
- Formula 1 Simulator
- Kikstart: Off-Road Simulator
- Kikstart 2
- Master of Magic
- Ninja
- Nonterraqueous
- One Man and his Droid
- The Master of Magic
- Time To Die